# Passiggiatella/Tutto me parla 'e te
Passiggiatella/Tutto me parla 'e te è un singolo in lingua napoletana di Nino Nipote, pubblicato nel 1957 su 78 giri dalla Vis Radio.

## Tracce
Lato A
1. Passiggiatella (testo: Nisa – musica: Furio Rendine)

Lato B
1. Serenatella 'e maggio (testo: Armando Balena – musica: Attilio Staffelli)

## I brani
Entrambi i brani furono presentati al Festival di Napoli del 1957 dal cantante Nino Nipote.

### Passiggiatella
Scritta da Nisa e musicata da Rendine, Passiggiatella fu cantata per la prima volta da Nino Nipote, al quinto Festival di Napoli, ma non ebbe tanta fortuna, difatti non riuscì a qualificarsi tra le finaliste. Tuttavia, per la sua ironia ed orecchiabilità, ottenne un buon successo discografico.
Il testo parla di due giovani innamorati, i quali si incontrano per una romantica passeggiata notturna lungo la spiagga.
Tra i cantanti che hanno successivamente reinterpretato il brano vi sono:
- Sergio Bruni
- Giacomo Rondinella
- Luciano Rondinella
- Claudio Villa
- Fausto Cigliano
- Bruno Venturini
- Luciano Tajoli
- Alberto Amato
- Amedeo Pariante

### Tutto me parla 'e te
Scritta da Armando Balena e musicata da Attilio Staffelli, Tutto me parla 'e te fu cantata per la prima volta da Nino Nipote, al quinto Festival di Napoli. Il motivo è un valzer lento che aprì le danze della prima serata del Festival. Nonostante l'applaudita esecuzione di Nipote, non arrivò in finale.
Il testo parla della nostalgia d'amore che il marinaio Salvatore prova per la sua morosa, dovuta dalla lontananza tra i due.
Il brano è stato poi reinterpretato da altri cantanti come Claudio Villa e Luciano Virgili.